# Weltzeit
Die Weltzeit, auch Erdzeit oder Universalzeit genannt, ist ein weltweit benutzbares Zeit-System, mit dem auf allen Orten der Erde die gleiche Uhrzeit angezeigt wird.  Bei seiner Benutzung entfällt das (möglicherweise fehlerhafte) Umrechnen von Ereigniszeitpunkten, die die ganze Erdbevölkerung interessieren, in die jeweilige Zonenzeit. Die i. d. R. angewendete Weltzeit ist die auf den Längengrad von Greenwich bezogene Zonenzeit (Greenwich Mean Time GMT, ab 1972 Koordinierte Weltzeit UTC).

## Geschichte
Frühester Vertreter einer Weltzeit – verbunden mit der Stundenzählung von 1 bis 24 – war Sandford Fleming. Er war der Meinung, „dass ein aufgeklärtes Weltbürgertum letzten Endes nicht mehr brauchen würde als einen einheitlichen universellen Tag“ mit Weltzeit. Er war einer der Initiatoren der 1884 stattgefundenen Washingtoner Meridiankonferenz, auf der mit dem Meridian durch Greenwich ein für die Weltzeit geeigneter Bezugs-Meridian empfohlen wurde. Unmittelbare und bedeutendere Folge dieser Empfehlung war aber die Schaffung von 24 Zeitzonen, die den Gebrauch der vielen und in keinem gleichmäßig geordneten Verhältnis stehenden regionalen Zeitsysteme (Sonnenzeiten in regionalen Hauptorten) beendeten. Der Gebrauch einer Weltzeit, wie sie Fleming vorschwebte, begann erst später, insbesondere mit dem schnellen weltweiten Flugverkehr. 
Als Weltzeit etablierte sich ab 1884 zuerst die Greenwich Mean Time (GMT). Die GMT ist die durch astronomische Messungen bestimmte mittlere Sonnenzeit auf dem durch die Sternwarte von Greenwich führenden Meridian. 
1928 wurde die GMT in Universal Time (UT) umbenannt. Die Universalzeit UT passte die Länge ihrer Zeiteinheit den Schwankungen der Erdrotation mit Hilfe von astronomischen Beobachtungsdaten stetig an.  
Seit 1972 verwendet man als Weltzeit die durch Atomuhren realisierte Koordinierte Weltzeit (UTC). Die UTC passt die Länge ihrer Zeiteinheit den Schwankungen der Erdrotation mit Hilfe von Schaltsekunden an. Eine vollständige UTC-Angabe besteht aus Uhrzeit und Kalenderdatum.
| 1884–1924 | GMT (Greenwich Mean Time)        |
| 1925–1928 | neue GMT                         |
| 1928–1971 | UT (Universal Time)              |
| seit 1972 | UTC (Coordinated Universal Time) |